# Boston-Marathon 1963
| 67. Boston-Marathon    | 67. Boston-Marathon                |
| ---------------------- | ---------------------------------- |
| Stadt                  | Boston, Vereinigte Staaten         |
| Datum                  | 19. April 1963                     |
| Distanz                | 42,195 Kilometer                   |
| Sieger                 |                                    |
| Männer                 | Aurèle Vandendriessche (2:18:58 h) |
| ← Boston-Marathon 1962 | Boston-Marathon 1964 →             |
| Website                | Offizielle Website                 |

Der Boston-Marathon 1963 war die 67. Ausgabe der jährlich stattfindenden Laufveranstaltung in Boston, Vereinigte Staaten. Der Marathon fand am 19. April 1963 statt.
Es gewann Aurèle Vandendriessche in 2:18:58 h.

## Ergebnis
| Platz | Athlet                 | Land                   | Zeit (h) |
| ----- | ---------------------- | ---------------------- | -------- |
| 01    | Aurèle Vandendriessche | Belgien                | 2:18:58  |
| 02    | John J. Kelley         | Vereinigte Staaten     | 2:21:09  |
| 03    | Brian Kilby            | Vereinigtes Königreich | 2:21:43  |
| 04    | Eino Oksanen           | Finnland               | 2:22:23  |
| 05    | Abebe Bikila           | Äthiopien              | 2:24:43  |
| 06    | Jessie Eblen           | Vereinigte Staaten     | 2:27:42  |
| 07    | Alex Breckenridge      | Vereinigte Staaten     | 2:28:28  |
| 08    | Tenho Salakka          | Finnland               | 2:29:13  |
| 09    | Garnett Williams       | Vereinigte Staaten     | 2:31:19  |
| 10    | Louis Castagnola       | Vereinigte Staaten     | 2:32:23  |